# HITO病院
社会医療法人石川記念会 HITO病院(しゃかいいりょうほうじんいしかわきねんかい ひとびょういん)は、愛媛県四国中央市上分町にある病院である。

## 概要
1976年に「石川外科医院」として開業。 2013年に愛媛県立三島病院の民間移譲により104床を増床し、257床を抱える新病院「HITO病院」として開業した。
「HITO」には「Humanity」（患者さまを家族のように想い、温かく接します。）、「Interaction」（患者さまとの対話を尊重し、相互理解に努めます。）、「Trust」（技術と知識の研鑚に努め、信頼される医療を目指します。）、「Openness」（心を開き、患者さまと公平に向き合います。）という意味が込められています。
宇摩医療圏において二次救急医療を担っており、脳卒中や心疾患に対しては圏域内で唯一救急対応が可能な施設となっている。

## 沿革
- 1976年10月 - 石川外科医院（19床）開設。
- 1979年7月 - 医療法人綮愛会石川病院開設。
- 1982年 - 病床数100床へ。
- 1986年12月 - 脳神経外科病床として病床数を35床増床155床。人間ドックを新設。
- 1994年3月 - 老人訪問看護ステーションいしかわ認可。
- 1995年1月 - 老人デイ・ケア承認。
- 1999年10月 - 指定居宅介護支援事業所いしかわ認可。
- 2000年
  - 2月 - ヘルパーステーションいしかわ認可。介護療養型医療施設認可。
  - 3月 - 通所リハビリテーション認可。リハビリ介護サービス施設拡充増改築。
  - 8月 - 回復期リハビリテーション病棟 49床施設基準取得。
- 2003年9月 - 厚生労働省より臨床研修病院に指定。
- 2006年3月 - IS090012000認定取得。第2ビル竣工、1階に「在宅ケアセンター」開設。一般型通所介護いしかわ(デイサーピス城下)。認知症対応型通所介護いしかわ(デイサービス金田)開設。
- 2008年 - 電子カルテシステム導入。
- 2009年 - DPC導入、地域医療再生基金による再生計画にて中核病院に指定、104床増床決定。
- 2010年 - 愛媛大学大学院医学系研究科地域医療再生学講座「地域サテライトセンター」設置。創業者である石川綮一が理事長を退任し、石川 賀代が理事長に就任。
- 2012年 - 愛媛県がん診療連携推進病院に指定。医療法人綮愛会から社会医療法人石川記念会ヘ変更。
- 2013年 - HITO病院(257床)開院。美容外科開設。脊椎専門外来開設。創傷専門外来開設。睡眠時無呼吸スクリーニング専門外来開設。禁煙専門外来開設。
- 2014年 - 附属保育所HITO KIDS開設。糖尿病合併症専門外来開設。消化器がん化学療法専門外来開設。脳卒中センター開設。婦人科開設。間接専門外来開設。地域包括ケア病棟（35床）開床。
- 2015年 - 肝炎専門外来開設。歯科連携室設置。創傷ケアセンター開設。糖尿病センター開設。
- 2016年 - 人工関節センター開設。特発性正常圧水頭症専門外来開設。脊椎・脊髄疾患専門外来(脳神経外科)開設。頸動脈狭窄症専門外来開設。
- 2017年 - 統合型歩行機能回復センター開設。HITO┃Bar開設。耳鼻咽喉科開設。

## 石川ヘルスケアグループ
社会医療法人石川記念会と医療法人健康会、社会福祉法人愛美会で石川ヘルスケアグループ（IHG）を形成している。IHGは四国中央市において医療・介護・福祉サービスを提供し、グループ全体で970床・職員数1200名を超えている。
- 社会医療法人石川記念会
- 社会福祉法人愛美会
- 医療法人健康会

## 交通アクセス
- せとうちバス（瀬戸内運輸）「HITO病院前停留所」下車してすぐ。
- JR予讃線川之江駅よりタクシー10分。